# Mediana (ort i Spanien)
Mediana är en ort i Spanien.   Den ligger i provinsen Provincia de Zaragoza och regionen Aragonien, i den nordöstra delen av landet, 280 km öster om huvudstaden Madrid. Mediana ligger 294 meter över havet och antalet invånare är 501.
Terrängen runt Mediana är platt söderut, men norrut är den kuperad. Runt Mediana är det ganska glesbefolkat, med 25 invånare per kvadratkilometer. Närmaste större samhälle är Fuentes de Ebro, 8,0 km nordost om Mediana. Trakten runt Mediana består till största delen av jordbruksmark.